# Ivan Volarič
Ivan Volarič - Feo, slovenski pesnik in kulturni delavec, * 4. september 1948, Sužid, † 9. avgust 2010, Ljubljana.

## Življenje
Ivan Volarič se je rodil 4. septembra 1948 v Sužidu v kmečki družini kot najmlajši otrok. Osnovno šolo je obiskoval v Kobaridu, po končani osnovni šoli pa je šel na gimnazijo v Novo Gorico, kjer je začel z literarnim ustvarjanjem. Skupaj s Pavletom Zgago je oblikoval šolsko glasilo z imenom “Poglej popotnik skozi današnji vek - kaj človek dela sam s sabo”.
Po gimnaziji se je vpisal na študij arheologije na Filozofski fakulteti v Ljubljani, nato pa še na študij primerjalne književnosti. Oba študija je opustil.
Ostal je v Ljubljani, kjer je nadaljeval s pisanjem poezije in se pridružil Matjažu Hanžku in Blažu Ogorevcu, prav tako pesnikoma. Bil je aktiven v avantgardni umetniških skupinah OHO in WestEast. Prvi javni nastop je imel leta 1971, ko je nastopil na literarnem večeru v študentski menzi.
Med letoma 1971 in 1974 je bil urednik in pisec za študentsko glasilo Tribuna in revijo Problemi. Bil je kulturni urednik v reviji Mladina in stalni sodelavec Radia Študent. V tem času je živel v hipijevski komuni G7 v Tacnu pri Ljubljani.
Sodeloval je tudi z rock skupino Buldožer, za katero je pisal besedila, soustvaril pa je tudi naslovnico njihove prve plošče leta 1975.
Med služenjem vojske v Čačku med letoma 1975 in 1976 je so-urejal Disov Glasnik, ter pisal za različne publikacije, med drugim za novosadsko revijo Polja in splitsko revijo Vidiki. Ko se je vrnil domov, se je preživljal z različnimi deli. Bil je zavarovalniški agent, učitelj plavanja, poštar, vzgojitelj, zidar, krovec, pastir, pletilec košar, prodajalec srečk, kuhar in sadjar.
Leta 1977 je začel sodelovati z Markom Brecljem, potem, ko je le-ta nehal sodelovati z Buldožerji. Ustanovila sta duo Zlati zubi in nastopala po Jugoslaviji.

## Delo
Ivan Volarič je pripadal skupini neoavantgardnih pesnikov. Leta 1974 je izdal pesniški prvenec Desperado Tonic Water, kasneje pa še šest pesniških zbirk (Oj božime tele dolince, Četverovprega za njene sanje, Despotov Volarič, Met kopja, Kratkice, Žalostna sova).
Poezijo je objavljal v revijah in zbornikih, organiziral pa je tudi vrsto razstav. Volaričeve pesmi izražajo oster in duhovit značaj ter pretanjen posluh za jezik. Sodeloval je tudi v šestnajstih filmskih projektih, med drugim v filmu "Kruh in mleko" Jana Cvitkoviča. Franci Slak je o njem posnel dokumentarni film "Najlepša jutra so zjutraj".

### Poezija
- Desperado Tonic Water (1975)
- Oj božime tele dolince (1986)
- Četverovprega za njene sanje (1990)
- Despotov - Volarič (1992)
- Met kopja (1999)
- Kratkice (2000)
- Never Green Enough (2005)
- Žalostna sova (2006)
- T’guwrs od t’grš: Déjamais Vu (2008)

### Kratka proza
- Antofagasti (1998)